# Mamerco Emilio Escauro
Mamerco Emilio Escauro (en latín Mamercus Aemilius M. f. Scaurus) fue un retórico, poeta y senador romano, hijo de Marco Emilio Escauro. Fue miembro del Senado romano en 14 al momento del ascenso de Tiberio al trono. En 21, fue cónsul.
Primero se casó con Emilia Lépida y luego con Sextia. 
Fue acusado de escribir una tragedia, algunos de cuyos versos retrataban negativamente a Tiberio, aunque los cargos que le fueron imputados se redujeron a adulterio y práctica de magia. Se suicidó tras ser acusado de traición bajo la lex maiestas en 34.